# Richard Verderber
Richard Verderber (23 gennaio 1884 – 8 settembre 1955) è stato uno schermidore austriaco, vincitore della medaglia d'argento ed una di bronzo ai giochi olimpici del 1912 a Stoccolma.